# Väster
Väster is een stadsdeel van de Zweedse gemeente Malmö. Het is op 1 juli 2013 ontstaan uit de samenvoeging van de stadsdelen Hyllie en Limhamn-Bunkeflo. Väster telt 75.600 inwoners.